# Polystachya goetzeana
Polystachya goetzeana là một loài thực vật có hoa trong họ Lan. Loài này được Kraenzl. miêu tả khoa học đầu tiên năm 1901.